# Stephan E. Müller
Stephan Ernst Müller (* 28. Februar 1950 in Frankfurt am Main) ist ein deutscher Katholischer Theologe und emeritierter Professor für Moraltheologie.

## Leben
Nach dem Studium der Katholischen Theologie und Philosophie an der Philosophisch-Theologischen Hochschule Sankt Georgen, der Johannes Gutenberg-Universität Mainz und Westfälische Wilhelms-Universität Münster empfing Müller 1975 die Priesterweihe.
Er war von 1975 bis 1977 als Kaplan in Gießen sowie von 1977 bis 1982 als Studienrat in Bad Nauheim tätig. Darüber hinaus war er von 1982 bis 1987 Subregens am Priesterseminar Mainz.
2005 wurde er in den Ritterorden vom Heiligen Grab zu Jerusalem investiert und ist seit 2012 in Nachfolge von Burkard Zapff Prior der Komturei Eichstätt.

## Wissenschaftlicher Werdegang
1982 wurde Müller mit einer Arbeit zur „Personal-soziale Entfaltung des Gewissens im Jugendalter“ an der Universität Mainz promoviert. Von 1988 bis 1989 hielt er Vorlesungen in Moraltheologie am Bischöflichen Seminar für Gemeindepastoral und Religionspädagogik in Mainz. Von Anfang 1995 bis zu seiner Habilitation 1996 über das Thema „Krisen-Ethik der Ehe“ lehrte er Moraltheologie am Philosophisch-Theologischen Studium in Erfurt.
Nachdem er in den Jahren von 1996 bis 1999 den Lehrstuhl für Moraltheologie an der Katholisch-Theologischen Fakultät der Universität Würzburg vertreten hatte, wurde er 1999 zum Ordinarius für Moraltheologie an der Katholischen Universität Eichstätt-Ingolstadt ernannt.
Seit einigen Jahren veranstaltet er mit Erwin Möde die Eichstätter Ringvorlesungen zu theologischen Themen.
Müller wurde 2015 emeritiert.

## Schwerpunkte
Müllers Schwerpunkte in der Lehre sind Ethik der zwischengeschlechtlichen Beziehung, Verantwortung für das menschliche Leben (Bioethik) und Allgemeine Moraltheologie.
Forschungsschwerpunkt sind insbesondere Beziehungsethik, Sexualmoral, Moralpsychologie, Tugendethik sowie Suizidforschung und Fragen einer zeitgemäßen Spiritualität.

## Veröffentlichungen (Auswahl)
- Personal-soziale Entfaltung des Gewissens im Jugendalter. Eine moralanthropologische Studie. 2. Auflage. Mainz 1984.
- Krisen-Ethik der Ehe. Versöhnung in der Lebensmitte. Würzburg 1997.
- Vom Geheimnis der Menschwerdung. Spirituelle Impulse, die glauben und leben helfen. Würzburg 2001.
- Bausteine zur theologischen Ethik. Band I: Menschenbild – Lebensschutz – Sexualität und Ehe. Regensburg 2015.
- Bausteine zur theologischen Ethik. Band II: Moralpsychologie. Regensburg 2015.